# 가요산책 (대전MBC)
가요산책은 대전MBC FM4U에서 매일 오후 4시부터 저녁 6시까지 방송했던 가요전문 라디오 프로그램이다. 1983년 9월 26일 대전MBC FM4U 개국과 함께 첫방송되어 2006년 4월 23일 방송을 마지막으로 23년만에 폐지되었다.

## 같이 보기
- 대전문화방송
- MBC FM4U

| 대전MBC FM4U              |                       |                   |
| 이전                      | 가요산책              | 다음              |
| 2시의 데이트 윤종신입니다 | 가요산책              | 배철수의 음악캠프 |
| 오후 2시 ~ 오후 4시       | 오후 4시 ~ 저녁 6시   | 저녁 6시 ~ 밤 8시 |
| 전국방송                  | 대전세종충남 지역방송 | 전국방송          |

## 역대 프로그램
| 대전MBC FM4U 역대 오후 4시 프로그램 | 대전MBC FM4U 역대 오후 4시 프로그램          | 대전MBC FM4U 역대 오후 4시 프로그램                       |
| 이전 작품                           | 작품명                                       | 다음 작품                                                 |
| ----------------------------------- | -------------------------------------------- | --------------------------------------------------------- |
| 신설                                | 가요산책 (1983년 9월 26일 ~ 2006년 4월 23일) | 윤지영의 오후의 발견 (2006년 4월 24일 ~ 2020년 11월 15일) |